# La Freixeneda (la Vall d'en Bas)
La Freixeneda és una masia situada al municipi de la Vall d'en Bas, a la comarca catalana de la Garrotxa.
Es troba al vessant est del Puig de la Freixeneda, a Falgars d'en Bas.